# Józef Hano
Józef Hano (ur. 2 marca 1906 w Zakościelu, zm. 1 czerwca 1997 w Krakowie) – polski farmakolog, profesor Akademii Medycznej w Krakowie oraz Instytutu Farmakologii PAN.

## Życiorys
Urodził się 2 marca 1906 w Zakościelu (obecnie na Ukrainie), w rodzinie Franciszka i Franciszki z Tucholaków. Ukończył w 1925 gimnazjum w Krakowie, następnie w 1930 studia na Wydziale Lekarskim Uniwersytetu Jagiellońskiego. W 1932 roku uzyskał tytuł doktora medycyny, w 1937 docenta farmakologii. W latach 1931–1939 był asystentem a następnie starszym asystentem Zakładu Farmakologii. Od 1935 roku do wybuchu wojny był wykładowcą farmakodynamiki Oddziału Farmakologicznego. 6 listopada 1939  aresztowany w ramach Sonderaktion Krakau więziony w Krakowie, Wrocławiu wywieziony do obozu w Sachsenhausen a następnie do Dachau. Zwolniony z obozu w 1941. W latach 1942–1944 współorganizator i wykładowca tajnego Oddziału Farmaceutycznego Uniwersytetu Jagiellońskiego.  W 1946 został profesorem Uniwersytetu Medycznego we Wrocławiu i Krakowie, 1946–1962 kierował Zakładem Farmakologii Akademii Medycznej we Wrocławiu, 1957–1972 Zakładem Farmakodynamiki Akademii Medycznej w Krakowie, a od 1965 Zakładem Farmakologii Instytutu Farmakologii PAN w Krakowie. W 1967 został członkiem PAN, a w 1989 PAU. Prowadził badania nad nowymi lekami syntetycznymi i pochodzenia roślinnego, witaminami, sulfonamidami, doświadczalną chorobą wrzodową, a także z dziedziny psychofarmakologii i innych. W 1956 napisał i opublikował podręcznik Farmakologia i farmakodynamika. Wśród jego uczniów był m.in. Jerzy Vetulani.
Od 20 sierpnia 1932 był mężem Anny Marii Jaśkiewicz (1906–1997).
Zmarł w Krakowie, pochowany na cmentarzu Rakowickim (kwatera LXXII-płn-16).

## Ordery i odznaczenia
- Krzyż Komandorski z Gwiazdą Orderu Odrodzenia Polski
- Krzyż Komandorski Orderu Odrodzenia Polski
- Krzyż Kawalerski Orderu Odrodzenia Polski
- Krzyż Oświęcimski
- Medal 10-lecia Polski Ludowej (28 marca 1955)[7]
- Medal im. Mikołaja Kopernika PAN[8]
- Odznaka Grunwaldzka
- Złota Odznaka ZNP
- Złota Odznaka „Za Pracę Społeczną dla miasta Krakowa” (1969)[9]

Źródło:.